# Colômbia nos Jogos Olímpicos de Verão de 2008
A Colômbia competiu nos Jogos Olímpicos de Verão de 2008, em Pequim, na China. O país enviou 64 atletas para competir em 15 esportes (atletismo, boxe, remo, ciclismo, hipismo, ginástica artística, judô, halterofilismo, lutas, natação, taekwondo, tênis de mesa e tiro com arco), representando a maior delegação já enviada pelo país a uma olimpíada.

## Medalhistas
| Atleta                 | Esporte        | Evento                   | Medalha |
| ---------------------- | -------------- | ------------------------ | ------- |
| Diego Fernando Salazar | Halterofilismo | Até 62 kg masculino      | Prata   |
| Jackeline Rentería     | Lutas          | Livre até 55 kg feminino | Bronze  |

## Desempenho

### Atletismo
Masculino
| Atletas             | Evento               | Preliminares | Preliminares | Quartas     | Quartas     | Semifinal   | Semifinal   | Final       | Final       |
| Atletas             | Evento               | Marca        | Posição      | Marca       | Posição     | Marca       | Posição     | Marca       | Posição     |
| ------------------- | -------------------- | ------------ | ------------ | ----------- | ----------- | ----------- | ----------- | ----------- | ----------- |
| Daniel Grueso       | 100 metros           | 10s35        | 27º          | 10s37       | 36º         | Não avançou | Não avançou | Não avançou | Não avançou |
| Daniel Grueso       | 200 metros           | 21s15        | 45º          | Não avançou | Não avançou | Não avançou | Não avançou | Não avançou | Não avançou |
| Geiner Mosquera     | 400 metros           | 46s59        | 45º          |             |             | Não avançou | Não avançou | Não avançou | Não avançou |
| Paulo Villar        | 110m com barreiras   | 13s37        | 2º           | 13s46       | 11º         | 13s85       | 16º         | Não avançou | Não avançou |
| Juan Carlos Cardona | Maratona             |              |              |             |             |             |             | 2h21m57s    | 43º         |
| Luis Fernando López | 20km marcha atlética |              |              |             |             |             |             | 1h20m59s    | 9º          |
| James Rendón        | 20km marcha atlética |              |              |             |             |             |             | 1h24m41s    | 31º         |
| Rodrigo Moreno      | 50km marcha atlética |              |              |             |             |             |             | 4h03m52s    | 34º         |

Feminino
| Atletas           | Evento               | Preliminares | Preliminares | Quartas | Quartas | Semifinal   | Semifinal   | Final       | Final       |
| Atletas           | Evento               | Marca        | Posição      | Marca   | Posição | Marca       | Posição     | Marca       | Posição     |
| ----------------- | -------------------- | ------------ | ------------ | ------- | ------- | ----------- | ----------- | ----------- | ----------- |
| Yomara Hinestroza | 100 metros           | 11s39        | 17º          | 11s66   | 35º     | Não avançou | Não avançou | Não avançou | Não avançou |
| Darlenys Obregón  | 200 metros           | 23s33        | 24º          | 23s40   | 25º     | Não avançou | Não avançou | Não avançou | Não avançou |
| Rosibel García    | 800 metros           | 2m01s98      | 22º          |         |         | 1m59s38     | 14º         | Não avançou | Não avançou |
| Bertha Sánchez    | Maratona             |              |              |         |         |             |             | 2h47m02s    | 62º         |
| Sandra Zapata     | 20km marcha atlética |              |              |         |         |             |             | 1h36m18s    | 34º         |
| Johana Moreno     | Arremesso de martelo | 64,66m       | 36º          |         |         |             |             | Não avançou | Não avançou |
| Zuleima Aramendiz | Lançamento de dardo  | 54,71m       | 39º          |         |         |             |             | Não avançou | Não avançou |

### Boxe
| Atleta             | Evento           | Fase de 32                | Fase de 16                      | Quartas                      | Semifinais             | Final                  |             |
| Atleta             | Evento           | Adversário e resultado    | Adversário e resultado          | Adversário e resultado       | Adversário e resultado | Adversário e resultado |             |
| ------------------ | ---------------- | ------------------------- | ------------------------------- | ---------------------------- | ---------------------- | ---------------------- | ----------- |
| Jonatan Romero     | Peso galo        | MAR H. Mesbahi D PTS 3:11 | Não avançou                     | Não avançou                  | Não avançou            | Não avançou            |             |
| Darley Pérez       | Peso leve        |                           | KGZ A. Talasbaev V PTS 15:4     | RUS A. Tishchenko D PTS 5:13 | Não avançou            | Não avançou            |             |
| Eleider Álvarez    | Peso meio-pesado |                           | GBR T. Jeffries D PTS 5:5 (SUP) | Não avançou                  | Não avançou            | Não avançou            |             |
| Deivi Julio Blanco | Peso pesado      |                           | FRA J. Mbumba D PTS 5:11        | Não avançou                  | Não avançou            | Não avançou            |             |
| Óscar Rivas        | Peso superpesado |                           | BUL K. Pulev V PTS 11:5         | ITA R. Cammarelle D PTS 5:9  | Não avançou            | Não avançou            | Não avançou |

### Ciclismo BMX
Masculino
| Atleta         | Evento     | Qualificatória | Qualificatória | Quartas | Quartas | Semifinal   | Semifinal   | Final       | Final       |
| Atleta         | Evento     | Tempo          | Posição        | Pontos  | Posição | Pontos      | Posição     | Tempo       | Posição     |
| -------------- | ---------- | -------------- | -------------- | ------- | ------- | ----------- | ----------- | ----------- | ----------- |
| Andrés Jiménez | Individual | 36,339         | 9º             | 11      | 4º      | 13          | 4º          | 39,137      | 4º          |
| Augusto Castro | Individual | 36,301         | 7º             | 14      | 5º      | Não avançou | Não avançou | Não avançou | Não avançou |
| Sergio Salazar | Individual | 36,145         | 6º             | 15      | 5º      | Não avançou | Não avançou | Não avançou | Não avançou |

### Ciclismo de estrada
Masculino
| Atleta          | Evento             | Final              | Final         |
| Atleta          | Evento             | Tempo              | Posição       |
| --------------- | ------------------ | ------------------ | ------------- |
| Rigoberto Urán  | Corrida em estrada | Não completou      | Não completou |
| José Serpa      | Corrida em estrada | 6h26m27s (+ 2m38s) | 40º           |
| Santiago Botero | Corrida em estrada | 6h24m01s (+ 0m12s) | 6º            |
| Santiago Botero | Contra o relógio   | 1h06m35 (+ 4m24s)  | 24º           |

### Ciclismo Mountain Bike
Masculino
| Atleta               | Evento        | Final    | Final   |
| Atleta               | Evento        | Tempo    | Posição |
| -------------------- | ------------- | -------- | ------- |
| Hector Leonardo Paez | Cross-country | 2h06m46s | 26º     |

### Ciclismo de pista
Masculino
| Atleta                                                         | Evento                  | Qualificação | Qualificação | Semifinal   | Semifinal   | Final       | Final       |
| Atleta                                                         | Evento                  | Tempo        | Posição      | Tempo       | Posição     | Tempo       | Posição     |
| -------------------------------------------------------------- | ----------------------- | ------------ | ------------ | ----------- | ----------- | ----------- | ----------- |
| Carlos Alzate                                                  | Perseguição individual  | 4m35s154     | 16º          | Não avançou | Não avançou | Não avançou | Não avançou |
| Juan Esteban Arango Arles Castro Juan Pablo Forero Jairo Pérez | Perseguição por equipes | 4m11s397     | 10º          | Não avançou | Não avançou | Não avançou | Não avançou |

Feminino
| Atleta            | Evento                 | Qualificação | Qualificação | Semifinal   | Semifinal   | Final       | Final       |
| Atleta            | Evento                 | Tempo        | Posição      | Tempo       | Posição     | Tempo       | Posição     |
| ----------------- | ---------------------- | ------------ | ------------ | ----------- | ----------- | ----------- | ----------- |
| María Luisa Calle | Perseguição individual | 3m41s175     | 10º          | Não avançou | Não avançou | Não avançou | Não avançou |

| Atleta            | Evento             | Pontos/Voltas | Posição |
| ----------------- | ------------------ | ------------- | ------- |
| María Luisa Calle | Corrida por pontos | 13/100        | 4º      |

### Ginástica artística
Masculino
| Atleta             | Evento           | Aparelho | Aparelho | Aparelho       | Aparelho | Aparelho       | Aparelho  | Qualificação | Qualificação | Final       | Final       |
| Atleta             | Evento           | Salto    | Solo     | Cav. com alças | Argolas  | Bar. paralelas | Bar. fixa | Total        | Pos.         | Total       | Pos.        |
| ------------------ | ---------------- | -------- | -------- | -------------- | -------- | -------------- | --------- | ------------ | ------------ | ----------- | ----------- |
| Jorge Hugo Giraldo | Individual geral | 15,150   | 14,200   | 13,350         | 13,950   | 14,025         | 13,975    | 84,650       | 42º          | Não avançou | Não avançou |

Feminino
| Atleta           | Evento           | Aparelho | Aparelho | Aparelho          | Aparelho | Qualificação | Qualificação | Final       | Final       |
| Atleta           | Evento           | Salto    | Solo     | Bar. assimétricas | Trave    | Total        | Pos.         | Total       | Pos.        |
| ---------------- | ---------------- | -------- | -------- | ----------------- | -------- | ------------ | ------------ | ----------- | ----------- |
| Nathalia Sánchez | Individual geral | 14,150   | 13,000   | 13,175            | 13,825   | 54,150       | 53º          | Não avançou | Não avançou |

### Halterofilismo
Masculino
| Atleta                 | Evento | Arranque (kg) | Arremesso (kg) | Total (kg)    | Posição          |
| ---------------------- | ------ | ------------- | -------------- | ------------- | ---------------- |
| Sergio Rada            | -56kg  | 112,0         | 140,0          | 252,0         | 12º              |
| Diego Fernando Salazar | -62kg  | 138,0         | 167,0          | 305,0         | Medalha de prata |
| Óscar Figueroa         | -62kg  | 0,0           | Não completou  | Não completou | Não completou    |
| Edwin Mosquera         | -69kg  | 134,0         | Não completou  | Não completou | Não completou    |
| Carlos Andica          | -85kg  | 155,0         | 201,0          | 356,0         | 10º              |

Feminino
| Atleta              | Evento | Arranque (kg) | Arremesso (kg) | Total (kg) | Posição |
| ------------------- | ------ | ------------- | -------------- | ---------- | ------- |
| Mercedes Pérez      | -63kg  | 97,0          | 120,0          | 217,0      | 9º      |
| Tulia Ángela Medina | -69kg  | 106,0         | 124,0          | 230,0      | 6º      |
| Leidy Solís         | -69kg  | 105,0         | 135,0          | 240,0      | 4º      |
| Ubaldina Valoyes    | -75kg  | 110,0         | 134,0          | 244,0      | 7º      |

### Hipismo
| Manuel Torres | Chambacunero | Saltos individual | 21 | 72º | 22 | 43 | 63º | Não avançou | Não avançou | Não avançou | Não avançou | Não avançou | Não avançou | Não avançou | Não avançou | Não avançou | Não avançou | Não avançou | Não avançou |

### Judô
Masculino
| Atleta       | Evento | Preliminares           | Fase de 32                 | Fase de 16                 | Quartas                | Semifinais             | Repescagem                  | Repescagem                | Repescagem             | Final                  | Final       |
| Atleta       | Evento | Preliminares           | Fase de 32                 | Fase de 16                 | Quartas                | Semifinais             | 1ª fase                     | Quartas                   | Semifinais             | Final                  | Final       |
| Atleta       | Evento | Adversário e resultado | Adversário e resultado     | Adversário e resultado     | Adversário e resultado | Adversário e resultado | Adversário e resultado      | Adversário e resultado    | Adversário e resultado | Adversário e resultado | Pos.        |
| ------------ | ------ | ---------------------- | -------------------------- | -------------------------- | ---------------------- | ---------------------- | --------------------------- | ------------------------- | ---------------------- | ---------------------- | ----------- |
| Mario Valles | -81 kg |                        | AUS M. Anthony V 1010-0000 | UKR R. Gontiuk D 0001-0110 |                        |                        | TOG S. Denanydh V 0100-0001 | GBR E. Burton D 0001-0110 | Não avançou            | Não avançou            | Não avançou |

Feminino
| Atleta      | Evento | Preliminares           | Fase de 32                    | Fase de 16                   | Quartas                | Semifinais             | Repescagem             | Repescagem                | Repescagem                  | Final                  | Final       |
| Atleta      | Evento | Preliminares           | Fase de 32                    | Fase de 16                   | Quartas                | Semifinais             | 1ª fase                | Quartas                   | Semifinais                  | Final                  | Final       |
| Atleta      | Evento | Adversário e resultado | Adversário e resultado        | Adversário e resultado       | Adversário e resultado | Adversário e resultado | Adversário e resultado | Adversário e resultado    | Adversário e resultado      | Adversário e resultado | Pos.        |
| ----------- | ------ | ---------------------- | ----------------------------- | ---------------------------- | ---------------------- | ---------------------- | ---------------------- | ------------------------- | --------------------------- | ---------------------- | ----------- |
| Yuri Alvear | -70 kg |                        | KAZ Z. Zhanzunova V 1000-0000 | CUB A. Hernández D 0100-1000 |                        |                        |                        | ITA Y. Scapin V 1000-0010 | ESP L. Iglesias D 0000-0001 | Não avançou            | Não avançou |

### Lutas
Livre masculino
| Atleta          | Evento | Preliminar             | Oitavas de final                | Quartas de final       | Semifinal              | Repescagem 1ª rodada   | Repescagem 2ª rodada   | Final                  |
| Atleta          | Evento | Adversário e resultado | Adversário e resultado          | Adversário e resultado | Adversário e resultado | Adversário e resultado | Adversário e resultado | Adversário e resultado |
| --------------- | ------ | ---------------------- | ------------------------------- | ---------------------- | ---------------------- | ---------------------- | ---------------------- | ---------------------- |
| Freddy Serrano  | -55 kg |                        | IRI A. Dabbaghi D 0-1, 1-1, 1-5 | Não avançou            | Não avançou            | Não avançou            | Não avançou            | Não avançou            |
| Jarlis Mosquera | -84 kg |                        | UKR T. Danko D 0-3, 0-3         | Não avançou            | Não avançou            | Não avançou            | Não avançou            | Não avançou            |

Livre feminino
| Atleta             | Evento | Preliminar             | Oitavas de final       | Quartas de final            | Semifinal              | Repescagem 1ª rodada   | Repescagem 2ª rodada   | Final                                 | Posição           |
| Atleta             | Evento | Adversário e resultado | Adversário e resultado | Adversário e resultado      | Adversário e resultado | Adversário e resultado | Adversário e resultado | Adversário e resultado                | Posição           |
| ------------------ | ------ | ---------------------- | ---------------------- | --------------------------- | ---------------------- | ---------------------- | ---------------------- | ------------------------------------- | ----------------- |
| Jackeline Rentería | -55 kg |                        | TUN M. Amri V 7-4, F   | USA M. Van Dusen V 7-2, 5-3 | CHN Xu L. D 5-5, F     |                        |                        | Disputa pelo bronze: ROU A. Pavăl V F | Medalha de bronze |

### Remo
Masculino
| Equipe        | Evento        | Eliminatórias | Eliminatórias | Repescagem | Repescagem | Quartas | Quartas | Semifinal | Semifinal | Final   | Final                |
| Equipe        | Evento        | Tempo         | Posição       | Tempo      | Posição    | Tempo   | Posição | Tempo     | Posição   | Tempo   | Posição (Pos. final) |
| ------------- | ------------- | ------------- | ------------- | ---------- | ---------- | ------- | ------- | --------- | --------- | ------- | -------------------- |
| Rodrigo Ideus | Skiff simples | 7m56s85       | 5º S E/F      |            |            |         |         | 7m29s71   | 2º FE     | 7m18s61 | 4º (27º)             |

### Saltos ornamentais
Masculino
| Atletas                 | Evento                       | Preliminares | Preliminares | Semifinal | Semifinal | Final  | Final   |
| Atletas                 | Evento                       | Pontos       | Posição      | Pontos    | Posição   | Pontos | Posição |
| ----------------------- | ---------------------------- | ------------ | ------------ | --------- | --------- | ------ | ------- |
| Juan Urán               | Trampolim 3 m individual     | 443,05       | 14º          | 468,90    | 9º        | 454,60 | 10º     |
| Juan Urán               | Plataforma 10 m individual   | 418,00       | 18º          | 436,10    | 12º       | 414,80 | 11º     |
| Juan Urán Víctor Ortega | Plataforma 10 m sincronizado |              |              |           |           | 423,66 | 6º      |

Feminino
| Atletas      | Evento                   | Preliminares | Preliminares | Semifinal   | Semifinal   | Final       | Final       |
| Atletas      | Evento                   | Pontos       | Posição      | Pontos      | Posição     | Pontos      | Posição     |
| ------------ | ------------------------ | ------------ | ------------ | ----------- | ----------- | ----------- | ----------- |
| Diana Pineda | Trampolim 3 m individual | 268,85       | 20º          | Não avançou | Não avançou | Não avançou | Não avançou |

### Taekwondo
Feminino
| Atleta       | Evento | Preliminares           | Quartas                | Semifinais             | Repescagem             | Final                  | Posição     |
| Atleta       | Evento | Adversário e resultado | Adversário e resultado | Adversário e resultado | Adversário e resultado | Adversário e resultado | Posição     |
| ------------ | ------ | ---------------------- | ---------------------- | ---------------------- | ---------------------- | ---------------------- | ----------- |
| Gladis Mora  | -49kg  | TPE Yang S-C. D 0-(-1) | Não avançou            | Não avançou            | Não avançou            | Não avançou            | Não avançou |
| Doris Patiño | -57kg  | ITA V. Calabrese D 0-2 | Não avançou            | Não avançou            | Não avançou            | Não avançou            | Não avançou |

### Tênis de mesa
Feminino
| Atleta       | Evento     | Preliminar                                     | Rodada 1               | Rodada 2               | Rodada 3               | Rodada 4               | Quartas                | Semifinal              | Final                  |
| Atleta       | Evento     | Adversário e resultado                         | Adversário e resultado | Adversário e resultado | Adversário e resultado | Adversário e resultado | Adversário e resultado | Adversário e resultado | Adversário e resultado |
| ------------ | ---------- | ---------------------------------------------- | ---------------------- | ---------------------- | ---------------------- | ---------------------- | ---------------------- | ---------------------- | ---------------------- |
| Paula Medina | Individual | CAN Zhang M. D 0 - 4 (5-11, 5-11, 10-12, 8-11) | Não avançou            | Não avançou            | Não avançou            | Não avançou            | Não avançou            | Não avançou            | Não avançou            |

### Tiro
Masculino
| Atleta       | Evento | Qualificação | Qualificação | Final       | Final       | Posição |
| Atleta       | Evento | Placar       | Posição      | Placar      | Total       | Posição |
| ------------ | ------ | ------------ | ------------ | ----------- | ----------- | ------- |
| Diego Duarte | Skeet  | 106          | 38º          | Não avançou | Não avançou | 38º     |

### Tiro com arco
Feminino
| Atleta                                   | Evento     | Fase de Ranking | Fase de Ranking | Fase de 64                        | Fase de 32                | Oitavas                | Quartas                | Semifinais             | Final                  | Final       |
| Atleta                                   | Evento     | Placar          | Chave           | Adversário e resultado            | Adversário e resultado    | Adversário e resultado | Adversário e resultado | Adversário e resultado | Adversário e resultado | Posição     |
| ---------------------------------------- | ---------- | --------------- | --------------- | --------------------------------- | ------------------------- | ---------------------- | ---------------------- | ---------------------- | ---------------------- | ----------- |
| Ana Rendón                               | Individual | 647             | 10              | ITA E. Tonetta V 106 (10)-106 (9) | RUS M. Dagbaeva V 110-106 | USA K. Lorig D 95-107  | Não avançou            | Não avançou            | Não avançou            | Não avançou |
| Sigrid Romero                            | Individual | 551             | 62              | KOR Joo H-J. D 98-108             | Não avançou               | Não avançou            | Não avançou            | Não avançou            | Não avançou            | Não avançou |
| Natalia Sánchez                          | Individual | 643             | 18              | BLR K. Muliuk D 101-104           | Não avançou               | Não avançou            | Não avançou            | Não avançou            | Não avançou            | Não avançou |
| Ana Rendón Sigrid Romero Natalia Sánchez | Equipes    | 1841            | 10              |                                   |                           | JPN Japão D 199-206    | Não avançou            | Não avançou            | Não avançou            | Não avançou |

### Vela
Masculino
| Atleta          | Evento | Regata | Regata | Regata | Regata | Regata | Regata | Regata | Regata | Regata | Regata | Regata  | Pontos | Posição |
| Atleta          | Evento | 1      | 2      | 3      | 4      | 5      | 6      | 7      | 8      | 9      | 10     | M       | Pontos | Posição |
| --------------- | ------ | ------ | ------ | ------ | ------ | ------ | ------ | ------ | ------ | ------ | ------ | ------- | ------ | ------- |
| Santiago Grillo | RS:X   | 30     | 35     | 29     | 31     | 33     | 35     | 35     | DNF    | 31     | 34     | Não av. | 293    | 35º     |

### Remo
| S | Classificado(a) para as semifinais |    |                        | FA | Final A (disputa de medalhas) |  |  | FD | Final D (sem medalhas) |
| Q | Classificado(a) para as quartas    | FB | Final B (sem medalhas) | FE | Final E (sem medalhas)        |  |  |    |                        |
| R | Classificado(a) para a repescagem  | FC | Final C (sem medalhas) | FF | Final F (sem medalhas)        |  |  |    |                        |

### Vela
| M   | Regata da Medalha da qual só participam os dez primeiros colocados das regatas anteriores  |  |  | CAN | Regata cancelada |
| BFD | Desclassificado por bandeira preta (Black Flag Disqualified)                               |  |  |     |                  |
| UFD | Desclassificado por bandeira "U" (U Flag Disqualified)                                     |  |  |     |                  |
| OCS | Largada queimada (On the Course Side of the starting line)                                 |  |  |     |                  |
| DNE | Desclassificação sem eliminação (infração a um item do regulamento da prova – Did Not End) |  |  |     |                  |